# 존 채피
존 레스터 허버드 채피(John Lester Hubbard Chafee, 1922년 10월 22일 ~ 1999년 10월 24일)는 미국의 정치인이다. 자녀는 링컨 체이피 전 로드아일랜드 연방상원의원이자, 로드아일랜드 주지사를 역임했었다.

## 학력
- 예일 대학교 인문사회 학사
- 하버드 대학교 법학학사

## 경력
- 1957.01 ~ 1963.01 제59·60·61대 로드아일랜드 제3선거구 하원의원
- 1963.01 ~ 1969.01 제66대 로드아일랜드 주지사
- 1969.01 ~ 1972.05 제60대 미국 해군장관
- 1976.12 ~ 1999.10 제94·95·96·97·98·99·100·101·102·103·104·105·106대 미국 로드아일랜드주 연방상원의원
- 1989.01 ~ 1995.01 미국 상원 환경위원회 간사
- 1995.01 ~ 1999.10 미국 상원 환경위원회 위원장

## 역대 선거 결과
| 선거명      | 직책명                            | 대수  | 정당   | 득표율 | 득표수    | 결과 | 당락                         |
| ----------- | --------------------------------- | ----- | ------ | ------ | --------- | ---- | ---------------------------- |
| 1956년 선거 | 하원의원 (로드아일랜드 제3선거구) | 59대  | 공화당 | 0%     | 표        | 1위  | 로드아일랜드 주의원 당선     |
| 1958년 선거 | 하원의원 (로드아일랜드 제3선거구) | 60대  | 공화당 | 0%     | 표        | 1위  | 로드아일랜드 주의원 당선     |
| 1960년 선거 | 하원의원 (로드아일랜드 제3선거구) | 61대  | 공화당 | 0%     | 표        | 1위  | 로드아일랜드 주의원 당선     |
| 1962년 선거 | 로드아일랜드 주지사               | 66대  | 공화당 | 50.06% | 163,952표 | 1위  | 로드아일랜드 주지사 당선     |
| 1964년 선거 | 로드아일랜드 주지사               | 66대  | 공화당 | 61.15% | 239,501표 | 1위  | 로드아일랜드 주지사 당선     |
| 1966년 선거 | 로드아일랜드 주지사               | 66대  | 공화당 | 63.30% | 210,202표 | 1위  | 로드아일랜드 주지사 당선     |
| 1968년 선거 | 로드아일랜드 주지사               | 67대  | 공화당 | 48.98% | 187,958표 | 2위  | 낙선                         |
| 1972년 선거 | 상원의원 (로드아일랜드 제2부)     | 93대  | 공화당 | 45.71% | 188,990표 | 2위  | 낙선                         |
| 1976년 선거 | 상원의원 (로드아일랜드 제1부)     | 95대  | 공화당 | 57.74% | 230,329표 | 1위  | 로드아일랜드주 상원의원 당선 |
| 1982년 선거 | 상원의원 (로드아일랜드 제1부)     | 98대  | 공화당 | 51.20% | 175,495표 | 1위  | 로드아일랜드주 상원의원 당선 |
| 1988년 선거 | 상원의원 (로드아일랜드 제1부)     | 101대 | 공화당 | 54.59% | 217,273표 | 1위  | 로드아일랜드주 상원의원 당선 |
| 1994년 선거 | 상원의원 (로드아일랜드 제1부)     | 104대 | 공화당 | 64.52% | 222,856표 | 1위  | 로드아일랜드주 상원의원 당선 |

## 참고 자료
- 위키미디어 공용에 존 채피 관련 미디어 분류가 있습니다.